# Grete Zahle
Grete Zahle (født Buhl 19. september 1907 i Lemvig, død 10. oktober 2006) var en dansk tegner, maler og kunsthistoriker.
Hun var datter af en sagfører og voksede op i et hjem, hvor tidens kendte kunstnere som Thøger Larsen og Niels Bjerre var gæster, ligesom hun som ung en sommer boede hos Thyra og Thøger Larsen. Hun var elev hos Harald Giersing 1925-1926, men blev efter ægteskabet med Erik Zahle i 1928 mere optaget af kunsthistorie, som hun langt senere i livet begyndte at studere på universitetet i en alder af 63.
Hun arrangerede en række udstillinger og udgav flere bøger, blandt andet om malerne Jens Søndergaard og Peter Hansen. Dertil kom erindringerne Liv og kunst fra 1987 og Billedvifte fra 1997.
I 1999 modtog hun N.L. Høyen Medaljen. 
Hun var mor til højesteretsdommer og juraprofessor Henrik Zahle og arkitekt Karen Zahle.